# Revue de Paris
La Revue de Paris (Revista de París) fue una revista literaria en lengua francesa, publicada entre 1829 y 1970.
Fundada por Louis Véron para competir en el mercado con La Revue des Deux Mondes. En sus números aparecieron por entregas varias novelas de autores tan importantes como Honoré de Balzac, Alexandre Dumas, Gustave Flaubert, Alphonse Karr o Eugène Sue. Alejandro María Aguado fue uno de los mecenas españoles que financió la creación de la revista.

## Historia
En 1834 fue adquirida por François Buloz, que tuvo pleitos con Balzac por la liquidación de Le Lys dans la vallée. La revista entró en declive y su publicación se interrumpió en 1845. En seguida fue recuperada por (entre otros autores) Théophile Gautier, Arsène Houssaye o Louis Marie de Lahaye Cormenin, que acogieron en sus páginas a los escritores rechazados en La Revue des Deux mondes (el caso más notable fue el de Gustave Flaubert, que publicó por entregas en la Revue de Paris su Madame Bovary. Al entablarse un proceso judicial contra el novelista, la revista suprimió pasajes de texto en las sucesivas entregas, lo que provocó que Flaubert rechazara volver a publicar en los periódicos. Suprimida por el gobierno en 1858, la revista reapareció entre 1864 y 1865 con el título de La Nouvelle Revue de Paris. En 1894 se publicó otra Revue de Paris, siempre con el propósito de hacer la competencia a La Revue des Deux Mondes. La propiedad de la revista pasó de Edmond de Fels a sus hijos André y Edmée Frisch de Fels, duquesa de La Rochefoucauld]] (1891-1991). Su publicación se suspendió en 1940, reapareció en 1945 y desapareció definitivamente en 1970.

## Escritores que publicaron en laRevue de Paris
- Marcel Achard
- Antoine-Vincent Arnault
- Honoré de Balzac publicó, entre otras obras, L'Élixir de longue vie y Sarrasine (1830), la segunda parte de La femme de trente ans y L'Auberge rouge (1831), Les Orphelins (1832, luego titulada La Grenadière), una parte de Histoire des Treize y Ferragus (1833), el comienzo de Papá Goriot (1834), un fragmento de la Peau de chagrin con el título de Le Suicide d’un poète y Les Employés ou La Femme supérieure (1837).
- Auguste Barbier
- André Billy
- Auguste Bussière
- Francis Carco
- Philarète Chasles
- Paul Claudel
- Benjamin Constant
- Alfred-Auguste Cuvillier-Fleury
- Daniel-Rops
- Robert Debré
- Casimir Delavigne
- Alexandre Dumas
- Philippe Erlanger
- Lucien Fabre
- Gustave Flaubert publicó en la revista Madame Bovary (1856)
- Maurice Garçon
- Pierre Gaxotte
- Saint-Marc Girardin
- Edmond Giscard d'Estaing
- Paul Guth
- Robert d'Harcourt
- Édouard Herriot
- Jules Janin
- Alphonse de Lamartine
- Jean de La Varende
- Adolphe Loève-Veimars
- Thierry Maulnier
- André Maurois
- Prosper Mérimée
- Charles Nodier
- Henri Patin
- Ferdinando Petruccelli della Gattina
- Fanny Reybaud (Mme Charles Reybaud)
- Paul Reynaud
- Emmanuel Roblès
- Jean Rostand
- Sainte-Beuve
- Eugène Scribe
- André Siegfried
- Philippe Soupault
- Eugène Sue